# Liège-Bastogne-Liège
Liège-Bastogne-Liège – jednodniowy wyścig kolarski rozgrywany na trasie między belgijskimi miejscowościami Liège i Bastogne w Walonii.
Liège-Bastogne-Liège jest najstarszym z grona pięciu tzw. monumentów, najbardziej prestiżowych kolarskich wyścigów jednodniowych, i zwyczajowo zamyka wiosenną część tego typu rywalizacji na najwyższym szczeblu. Jego trasa charakteryzuje się wieloma trudnymi podjazdami, szczególnie licznymi w drugiej części rywalizacji.
Pierwsza edycja odbyła się w 1892, dzięki czemu wyścig nosi przydomek „Staruszka” (fr. La Doyenne). W latach 1989–2004 był częścią Puchar Świata w kolarstwie szosowym, a od 2005 należał najpierw do cyklu UCI ProTour, a później UCI World Tour.
Oprócz głównego wyścigu od 2017 odbywa się również rywalizacja kobieca, a od 1987 także zmagania mężczyzn do lat 23.

## Zwycięzcy
Opracowano na podstawie:
| Rok  | Pierwsze                        | Drugie                 | Trzecie                |
| ---- | ------------------------------- | ---------------------- | ---------------------- |
| 1892 | Léon Houa                       | Léon Lhoest            | Louis Rasquinet        |
| 1893 | Léon Houa                       | Michel Borisowski      | Charles Collette       |
| 1894 | Léon Houa                       | Louis Rasquinet        | René Nulens            |
| 1908 | André Trousselier               | Alphonse Lauwers       | Henri Dubois           |
| 1909 | Victor Fastre                   | Eugène Charlier        | Paul Deman             |
| 1911 | Joseph Van Daele                | Armand Lenoir          | Victor Kraenen         |
| 1912 | Omer Verschoore                 | Jacques Coomans        | André Blaise           |
| 1913 | Maurice Moritz                  | Alphonse Fonson        | Hubert Noel            |
| 1919 | Léon Devos                      | Henri Hanlet           | Arthur Claerhout       |
| 1920 | Léon Scieur                     | Lucien Buysse          | Jacques Coomans        |
| 1921 | Louis Mottiat                   | Marcel Lacour          | Jean Rossius           |
| 1922 | Louis Mottiat                   | Albert Jordens         | Laurent Seret          |
| 1923 | René Vermandel                  | Jean Rossius           | Félix Sellier          |
| 1924 | René Vermandel                  | Adelin Benoît          | Jules Matton           |
| 1925 | Georges Ronsse                  | Gustaaf Van Slembrouck | Louis Eelen            |
| 1926 | Dieudonné Smets                 | Joseph Siquet          | Alexis Macar           |
| 1927 | Maurice Raes                    | Jean Hans              | Joseph Siquet          |
| 1928 | Ernest Mottard                  | Maurice Raes           | Emile Van Belle        |
| 1929 | Alphonse Schepers               | Gustave Hembroeckx     | Maurice Raes           |
| 1930 | Hermann Buse                    | Georges Laloup         | François Gardier       |
| 1931 | Alphonse Schepers               | Marcel Houyoux         | Jules Deschepper       |
| 1932 | Marcel Houyoux                  | Léopold Roosemont      | Gérard Lambrechts      |
| 1933 | François Gardier                | Roger Dewolf           | Albert Bolly           |
| 1934 | Théo Herckenrath                | Mathieu Cardynaels     | Jef Moerenhout         |
| 1935 | Alphonse Schepers               | Frans Bonduel          | Louis Hardiquest       |
| 1936 | Albert Beckaert                 | Gilbert Levae          | Jan-Jozef Horemans     |
| 1937 | Éloi Meulenberg                 | Gustaaf Deloor         | Julien Heernaert       |
| 1938 | Alfons Deloor                   | Marcel Kint            | Félicien Vervaecke     |
| 1939 | Albert Ritserveldt              | Cyriel Van Overberghe  | Edward Vissers         |
| 1943 | Richard Depoorter               | Joseph Didden          | Stan Ockers            |
| 1945 | Jan Engels                      | Édouard Van Dyck       | Jef Moerenhout         |
| 1946 | Prosper Depredomme              | Albert Hendrickx       | Triphon Verstraeten    |
| 1947 | Richard Depoorter               | Raymond Impanis        | Florent Mathieu        |
| 1948 | Maurice Mollin                  | Raymond Impanis        | Louis Caput            |
| 1949 | Camille Danguillaume            | Adolph Verschueren     | Roger Gyselinck        |
| 1950 | Prosper Depredomme              | Jean Bogaerts          | Édouard Van Dyck       |
| 1951 | Ferdi Kübler                    | Germain Derycke        | Wout Wagtmans          |
| 1952 | Ferdi Kübler                    | Henri Van Kerckhove    | Jean Robic             |
| 1953 | Alois De Hertog                 | Maurice Diot           | Raoul Rémy             |
| 1954 | Marcel Ernzer                   | Raymond Impanis        | Ferdi Kübler           |
| 1955 | Stan Ockers                     | Raymond Impanis        | Jean Brankart          |
| 1956 | Fred De Bruyne                  | Richard Van Genechten  | Alex Close             |
| 1957 | Germain Derycke Frans Schoubben |                        | Marcel Buys            |
| 1958 | Fred De Bruyne                  | Jan Zagers             | Jos Theuns             |
| 1959 | Fred De Bruyne                  | Frans Schoubben        | Franz De Mulder        |
| 1960 | Ab Geldermans                   | Pierre Everaert        | Jef Planckaert         |
| 1961 | Rik Van Looy                    | Marcel Rohrbach        | Armand Desmet          |
| 1962 | Jef Planckaert                  | Rolf Wolfshohl         | Claude Colette         |
| 1963 | Frans Melckenbeeck              | Pino Cerami            | Vittorio Adorni        |
| 1964 | Willy Bocklant                  | Georges Van Coningsloo | Vittorio Adorni        |
| 1965 | Carmine Preziosi                | Vittorio Adorni        | Martin Van Den Bossche |
| 1966 | Jacques Anquetil                | Victor Van Schil       | Willy In 't Ven        |
| 1967 | Walter Godefroot                | Eddy Merckx            | Willy Monty            |
| 1968 | Valere Van Sweevelt             | Walter Godefroot       | Raymond Poulidor       |
| 1969 | Eddy Merckx                     | Victor Van Schil       | Barry Hoban            |
| 1970 | Roger De Vlaeminck              | Frans Verbeeck         | Eddy Merckx            |
| 1971 | Eddy Merckx                     | Georges Pintens        | Frans Verbeeck         |
| 1972 | Eddy Merckx                     | Wim Schepers           | Herman Van Springel    |
| 1973 | Eddy Merckx                     | Frans Verbeeck         | Walter Godefroot       |
| 1974 | Georges Pintens                 | Walter Planckaert      | miejsce nieobsadzone   |
| 1975 | Eddy Merckx                     | Bernard Thévenet       | Walter Godefroot       |
| 1976 | Joseph Bruyère                  | Freddy Maertens        | Frans Verbeeck         |
| 1977 | Bernard Hinault                 | André Dierickx         | Dietrich Thurau        |
| 1978 | Joseph Bruyère                  | Dietrich Thurau        | Francesco Moser        |
| 1979 | Dietrich Thurau                 | Bernard Hinault        | Daniel Willems         |
| 1980 | Bernard Hinault                 | Hennie Kuiper          | Ronny Claes            |
| 1981 | Josef Fuchs                     | Stefan Mutter          | miejsce nieobsadzone   |
| 1982 | Silvano Contini                 | Alfons De Wolf         | Stefan Mutter          |
| 1983 | Steven Rooks                    | Giuseppe Saronni       | Pascal Jules           |
| 1984 | Sean Kelly                      | Phil Anderson          | Greg LeMond            |
| 1985 | Moreno Argentin                 | Claude Criquielion     | Stephen Roche          |
| 1986 | Moreno Argentin                 | Adrie van der Poel     | Dag Erik Pedersen      |
| 1987 | Moreno Argentin                 | Stephen Roche          | Claude Criquielion     |
| 1988 | Adrie van der Poel              | Michel Dernies         | Robert Millar          |
| 1989 | Sean Kelly                      | Fabrice Philipot       | Phil Anderson          |
| 1990 | Eric Van Lancker                | Jean-Claude Leclercq   | Steven Rooks           |
| 1991 | Moreno Argentin                 | Claude Criquielion     | Rolf Sørensen          |
| 1992 | Dirk De Wolf                    | Steven Rooks           | Jean-François Bernard  |
| 1993 | Rolf Sørensen                   | Tony Rominger          | Maurizio Fondriest     |
| 1994 | Jewgienij Bierzin               | Lance Armstrong        | Giorgio Furlan         |
| 1995 | Mauro Gianetti                  | Gianni Bugno           | Michele Bartoli        |
| 1996 | Pascal Richard                  | Lance Armstrong        | Mauro Gianetti         |
| 1997 | Michele Bartoli                 | Laurent Jalabert       | Gabriele Colombo       |
| 1998 | Michele Bartoli                 | Laurent Jalabert       | Rodolfo Massi          |
| 1999 | Frank Vandenbroucke             | Michael Boogerd        | Maarten den Bakker     |
| 2000 | Paolo Bettini                   | David Etxebarria       | Davide Rebellin        |
| 2001 | Oscar Camenzind                 | Davide Rebellin        | David Etxebarria       |
| 2002 | Paolo Bettini                   | Stefano Garzelli       | Ivan Basso             |
| 2003 | Tyler Hamilton                  | Iban Mayo              | Michael Boogerd        |
| 2004 | Davide Rebellin                 | Michael Boogerd        | Aleksandr Winokurow    |
| 2005 | Aleksandr Winokurow             | Jens Voigt             | Michael Boogerd        |
| 2006 | Alejandro Valverde              | Paolo Bettini          | Damiano Cunego         |
| 2007 | Danilo Di Luca                  | Alejandro Valverde     | Fränk Schleck          |
| 2008 | Alejandro Valverde              | Davide Rebellin        | Fränk Schleck          |
| 2009 | Andy Schleck                    | Joaquim Rodríguez      | Davide Rebellin        |
| 2010 | Aleksandr Winokurow             | Aleksandr Kołobniew    | Philippe Gilbert       |
| 2011 | Philippe Gilbert                | Fränk Schleck          | Andy Schleck           |
| 2012 | Maksim Iglinski                 | Vincenzo Nibali        | Enrico Gasparotto      |
| 2013 | Daniel Martin                   | Joaquim Rodríguez      | Alejandro Valverde     |
| 2014 | Simon Gerrans                   | Alejandro Valverde     | Michał Kwiatkowski     |
| 2015 | Alejandro Valverde              | Julian Alaphilippe     | Joaquim Rodríguez      |
| 2016 | Wout Poels                      | Michael Albasini       | Rui Costa              |
| 2017 | Alejandro Valverde              | Daniel Martin          | Michał Kwiatkowski     |
| 2018 | Bob Jungels                     | Michael Woods          | Romain Bardet          |
| 2019 | Jakob Fuglsang                  | Davide Formolo         | Maximilian Schachmann  |
| 2020 | Primož Roglič                   | Marc Hirschi           | Tadej Pogačar          |
| 2021 | Tadej Pogačar                   | Julian Alaphilippe     | David Gaudu            |
| 2022 | Remco Evenepoel                 | Quinten Hermans        | Wout van Aert          |
| 2023 | Remco Evenepoel                 | Thomas Pidcock         | Santiago Buitrago      |
| 2024 | Tadej Pogačar                   | Romain Bardet          | Mathieu van der Poel   |
| 2025 |                                 |                        |                        |